# Petar Petrov
Petar Petrov (Bulgaria, 17 de febrero de 1955) es un atleta búlgaro retirado, especializado en la prueba de 100 m en la que llegó a ser medallista de bronce olímpico en 1980.

## Carrera deportiva
En el Campeonato Europeo de Atletismo en Pista Cubierta de 1976 ganó el bronce en los 60 metros, con un tiempo de 6.68 segundos, llegando a meta tras el soviético Valeriy Borzov y el griego Vassilios Papageorgopoulos (plata con 6.67 segundos).
En los JJ. OO. de Moscú 1980 ganó la medalla de bronce en los 100 metros lisos, ocn un tiempo de 10.39 segundos, llegando a meta tras el británico Allan Wells (oro) y el cubano Silvio Leonard (plata).